# 日本人のための国史叢書
日本人のための国史叢書（にほんじんのためのこくしそうしょ）は、1960年代に日本教文社で刊行された日本史の叢書で全17巻。

## 概要
終戦・占領による多大な反動と虚脱の中で、最も極端に、加えて根強く滲透した災禍の一つに、ゆがめられた歴史教育がある。その結果もたらされた祖国蔑視・人間不在の公式主義（階級闘争・唯物史観）など思想の歪みを是正し、民族と国家の淵源、先祖の偉業、国史を貫く独自の精神を探りつつ、祖国の真の姿を再発見し認識と誇りを高めるために企画された。1965年（昭和40年） - 1967年（昭和42年）に出版。一部は他社も含め改訂刊行された。

## 巻目
| 巻番号 | 書名                              | 執筆者名   | 発行年 |
| ------ | --------------------------------- | ---------- | ------ |
| 1      | 民族の生命の流れ : 日本全史（上） | 村尾次郎   | 1965   |
| 2      | 満州事変                          | 中村菊男   | 1965   |
| 3      | 天皇と国のあゆみ                  | 肥後和男   | 1965   |
| 4      | 大アジア主義と頭山満              | 葦津珍彦   | 1965   |
| 5      | 戦記物語の女性                    | 浅野晃     | 1965   |
| 6      | 維新前夜 : その一つの流れ         | 荒川久寿男 | 1965   |
| 7      | 明治維新                          | 鳥巣通明   | 1965   |
| 8      | 民族の生命の流れ : 日本全史（下） | 村尾次郎   | 1965   |
| 9      | 建武中興                          | 久保田収   | 1965   |
| 10     | 平安時代の文化                    | 藤木邦彦   | 1965   |
| 11     | 上代の日本人                      | 森田康之助 | 1965   |
| 12     | 僧兵と武士                        | 平田俊春   | 1965   |
| 13     | 水戸光圀                          | 名越時正   | 1966   |
| 14     | 安政の大獄 : 井伊直弼と吉田松陰   | 永江新三   | 1966   |
| 15     | 大化改新                          | 時野谷滋   | 1966   |
| 16     | 戦後の精神史                      | 原敬吾     | 1967   |
| 17     | 中国から見た日本                  | 河上光一   | 1967   |